# Jurisprudență terapeutică
Jurisprundența terapeutică studiază legea ca forță socială (sau agent) care, în mod inevitabil, are consecințe nedorite, benefice (terapeutice) sau dăunătoare (anti-terapeutice). Aceste consecințe rezultă din funcționarea normelor legale sau a procedurilor legale sau din comportamentul actorilor juridici (cum ar fi avocații sau judecătorii). Cercetătorii  și practicienii jurisprudenței terapeutice folosesc de obicei metode și date din domeniul științelor socio-umane pentru a studia măsura în care o regulă sau o practică legală afectează bunăstarea psihologică a oamenilor pe care îi afectează și apoi explorează modalitățile prin care pot fi reduse consecințele anti-terapeutice și îmbunătățite consecințele terapeutice ale normelor legale, fără a încălca cerințele procesului.

## Începuturi
Termenul a fost folosit pentru prima oară de profesorul David Wexler, de la Colegiul de Drept al Universității Arizona Rogers și de la Scoala de Drept a Universității din Puerto Rico, într-o lucrare transmisă Institutului Național de Sănătate Mintală în 1987. Constance Backhouse din Canada, a publicat o biografie a lui Wexler și a lucrării sale. Alături de profesorul Bruce Winick de la  Facultatea de Drept a Universității din Miami, care a dezvoltat acest concept cu Wexler, acești specialiști au sugerat necesitatea unei noi perspective, jurisprudența terapeutică, pentru a studia măsura în care regulile de fond, procedurile legale și rolul actorilor legali (în principal avocații și judecătorii) produc consecințe terapeutice sau anti-terapeutice pentru persoanele implicate în procesul legal. La începutul anilor '90, cercetătorii juridici au început să folosească acest termen atunci când au discutat despre legea sănătății mintale, inclusiv Wexler l-a folosit în cartea sa din 1990, „Jurisprudența terapeutică: Legea ca agent terapeutic” și Wexler și Winick în cartea lor din 1991 „Eseuri în jurisprudența terapeutică”. Abordarea jurisprudenței terapeutice s-a extins în curând dincolo de legislația privind sănătatea mintală, astfel încât să includă activitatea acesteia în dreptul penal, dreptul familiei și minorilor, legea sănătății, legea delictelor, contractele și dreptul comercial, dreptul de proprietate, legea dizabilității, dreptul constituțional. Pe scurt, jurisprudența terapeutică a devenit o abordare a sănătății mintale în general.
Abordarea a fost aplicată în curând modului în care diferiți actori juridici - judecători, avocați, ofițeri de poliție, psihologi și profesioniști din domeniul justiției penale - joacă roluri, sugerând modalități de acțiune care ar diminua consecințele anti-terapeutice neintenționate și ar spori bunăstarea psihologică a celor care intră în contact cu aceste figuri juridice. În 1999, într-un articol din Notre Dame Law Review, jurisprudența terapeutică a fost introdusă pentru prima dată în instanțele pentru tratamentul drogurilor, iar autorii au susținut că instanțele foloseau jurisprudența terapeutică, care asigura sprijinul jurisprudențial al instanțelor pentru tratamentul drogurilor. Jurisprundența terapeutică a apărut ca fundație teoretică pentru numărul tot mai mare de „instanțe de soluționare a problemelor”, care au transformat rolul sistemului judiciar. Acestea includ, pe lângă instanțele de tratament pentru droguri, instanțele de violență în familie, instanțele de sănătate mintală, instanțele de reintegrare, instanțele pentru minori și instanțele comunitare.
Unele țări au îmbrățișat această mișcare mai mult decât altele: în special Statele Unite de unde aceasta provine de altfel, precum și Canada, Australia, Noua Zeelandă și  Anglia unde, până de curând, s-a dezvoltat mai lent, chiar dacă și aici au apărut instanțe de soluționare a problemelor. . Recent, conceptele jurisprudenței terapeutice au intrat în sistemele diferitelor țări, cum ar fi Israel, Pakistan,  India și Japonia. Acum, domeniul este pe deplin internațional și puternic întâlnit, după cum reiese din lansarea recentă a Societății Internaționale de Jurisprudență terapeutică , o societate cu un site web cuprinzător și autoritar.

## Rolurile redefinite
Jurisprudența terapeutică a fost, de asemenea, aplicată cu scopul de a redefini rolul avocatului. Ea prezintă avocații care practică o etică de îngrijire și aptitudini interpersonale sporite, care apreciază bunăstarea psihologică a clienților lor, precum și drepturile și interesele lor legale și caută în mod activ să prevină problemele juridice prin abordări creative și de rezolvare a problemelor. Jurisprudența terapeutică a început, de asemenea, să transforme educația juridică, în special educația juridică clinică.

## Integrare
În mod tradițional, jurisprudența terapeutică a fost strâns asociată cu instanțele de soluționare a problemelor, cum ar fi instanțele pentru tratamentul drogurilor, deoarece astfel de instanțe au fost concepute pentru a încuraja utilizarea practicilor jurisprudenței terapeutice (cum ar fi justiția procedurală, interacțiunea judecător-client, demonstrarea empatiei). Mulți doresc extinderea instanțelor de soluționare a problemelor din mai multe motive, mai ales economice, expansiunea pe scară largă pare puțin probabilă, dar, de fapt, în unele jurisdicții, factorii economici au condus chiar la eliminarea unor astfel de instanțe. Din aceste și alte motive, un interes actual din partea multora dintre savanții și susținătorii jurisprudenței terapeutice este de a "integra" jurisprundența terapeutică, adică de a încerca să aplice practicile și principiile jurisprudenței terapeutice în instanțele "obișnuite", în special în materie penală, minoră și, probabil, în ceea ce privește problemele de familie.
Pentru a integra această jurisprudență, un prim pas analitic este de a vedea în ce măsură dispozițiile actuale ale codurilor actuale sunt "prietenoase" cu ea, adică dacă structura lor juridică este suficientă pentru a permite introducerea practicilor jurisprudenței terapeutice. În acest caz, ar trebui instituite programe educaționale pentru a discuta modul în care legea poate fi implementată într-o manieră mai terapeutică. Dacă nu, ar fi necesară o discuție cu privire la dorința și fezabilitatea reformei juridice. Metodologia analitică utilizată aici folosește metafora "vinului" și a "sticlelor", unde practicile și tehnicile jurisprudenței terapeutice sunt vinul, iar structurile juridice de guvernământ sunt sticlele. Proiectul de integrare este facilitat de un Blog intitulat Jurisprudență terapeutică în curs de integrare 

## Concepte înrudite
Dreptul jurisprudenței terapeutice a fost descris ca o categorie a psihologiei juridice, adică studiul științific al minții și al comportamentului, deoarece afectează sau este afectat de lege. De asemenea, termenul jurisprudență psihologică a fost folosit pentru a descrie studiul legii, deoarece este afectat și afectează mintea și comportamentul. Un alt concept înrudit este justiția restaurativă. Domeniile psihologiei criminalistice și psihiatriei medico-legale operează, de asemenea, in domeniul legii și al minții.
Ideea că legea poate avea un rol terapeutic nu ar trebui confundată cu ideea că terapiile psihologice ar trebui folosite pentru scopuri juridice (cum ar fi coerciția) și nu din motive clinice. Teoreticienii jurisprudenței terapeutice au avertizat, de asemenea, sistemul juridic să accepte experții și teoriile psihologice și să nu permită ca problemele legale să se muleze ca fiind clinice, dacă acestea nu sunt. 
Venind din direcția opusă, o abordare asemănătoare numită acum "psihologia jurisprudențială" (terapia inițială) analizează dacă intervențiile psihologice se desfășoară corect și consecvent cu conceptele juridice ale justiției.
Dreptul jurisprudenței terapeutice este, de asemenea, legat de perspectiva criminologică pozitivă, care este o abordare conceptuală a criminologiei si pune accentul pe incluziunea socială și pe forțele la nivel individual, de grup, social și spiritual care sunt asociate cu limitarea criminalității.

## Legături externe
- International Network on Therapeutic Jurisprudence Arhivat în 17 martie 2015, la Wayback Machine., David B. Wexler, Director
- Professor Bruce J. Wincik's webpage Arhivat în 12 mai 2018, la Wayback Machine.
- Australasian Therapeutic Jurisprudence Clearinghouse Arhivat în 2 august 2015, la Wayback Machine.
- WFPL News: State of Affairs on Therapeutic Jurisprudence, Thursday, 1 aprilie 2010 Arhivat în 27 septembrie 2013, la Wayback Machine.
- Hiil Innovating Justice Project "Integrating the Healing Approach to the Criminal Law"[nefuncțională – arhivă]
- From therapeutic jurisprudence...to jurisprudent therapy. Drogin EY. Behav Sci Law. 2000;18(4):489-98.
- Restorative justice, therapeutic jurisprudence, and the rise of emotionally intelligent justice. Arhivat în 9 martie 2014, la Wayback Machine. Michael S King, Melbourne University Law Review, 2008
- How Therapeutic Jurisprudence Can Give Life to International Human Rights Michael L. Perlin, International Journal of Law and Psychiatry, 24 iulie 2013